# Liste der Stolpersteine in Meckesheim

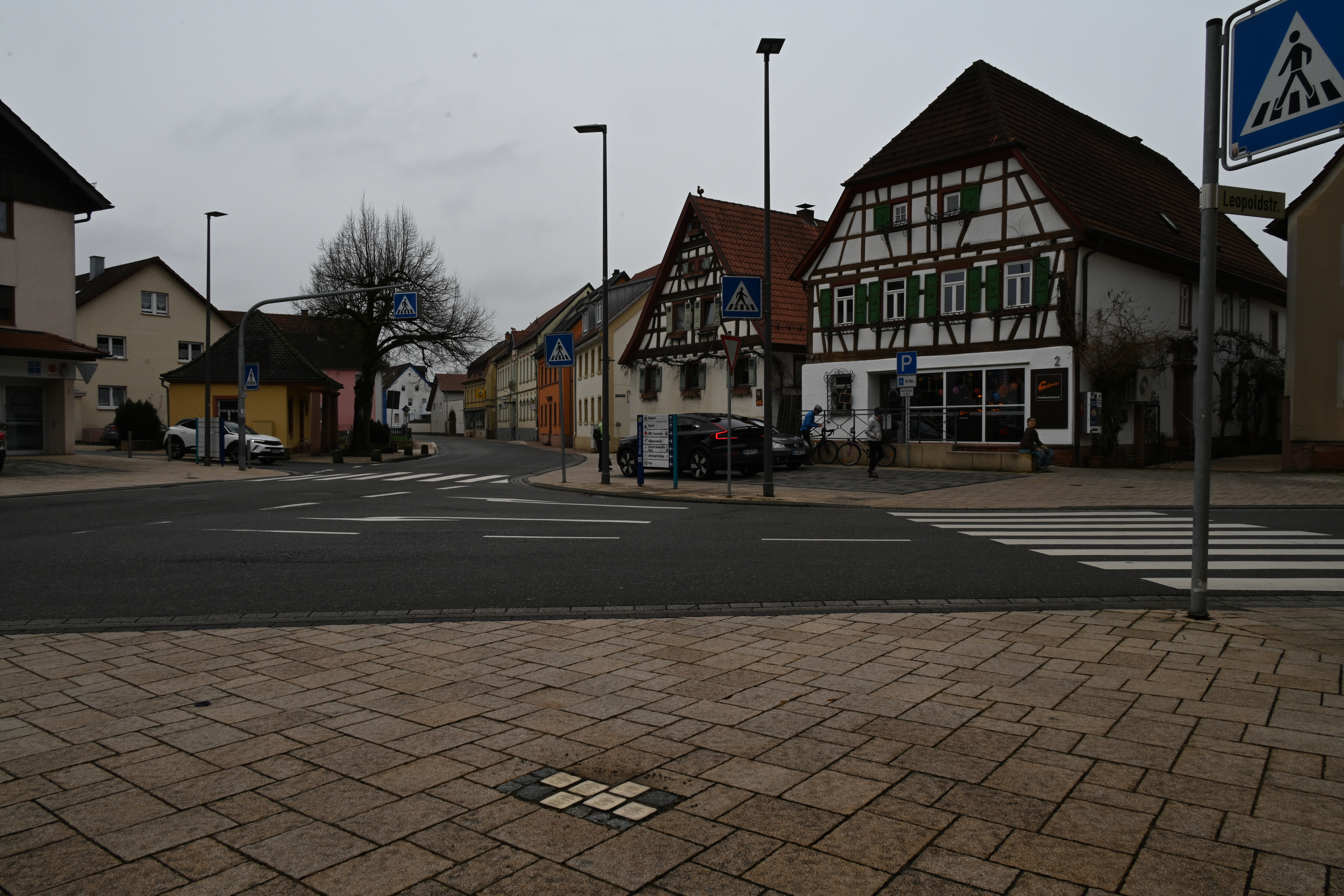
Stolpersteine in der Friedrichstraße 1

Die Liste der Stolpersteine in Meckesheim enthält Stolpersteine, die im Rahmen des gleichnamigen Kunst-Projekts von Gunter Demnig in Meckesheim verlegt wurden. Mit ihnen soll an die Opfer des Nationalsozialismus erinnert werden, die in Meckesheim lebten und wirkten.

## Liste der Stolpersteine
In Meckesheim wurden am 18. Februar 2018 zwölf Stolpersteine an zwei Adressen verlegt.
| Stolperstein | Inschrift | Verlegeort        | Name, Leben |
| ------------ | --- | ----------------- | --- |
|              | HIER WOHNTE ARTHUR KAUFMANN JG. 1902 FLUCHT BRASILIEN                                                                        | Leopoldstraße 28  | Arthur Kaufmann (1902–) |
|              | HIER WOHNTE IRMA KAUFMANN VERH. COOPER JG. 1908 FLUCHT USA                                                                   | Leopoldstraße 28  | Irma Kaufmann verh. Cooper (1908–) |
|              | HIER WOHNTE JOHANNA KAUFMANN VERH. LEVY JG. 1896 FLUCHT 1940 USA                                                             | Leopoldstraße 28  | Johanna Kaufmann, verh. Levy (1896–) |
|              | HIER WOHNTE LINA KAUFMANN GEB. WEIL JG. 1868 DEPORTIERT 1940 GURS INTERNIERT DRANCY 1943 AUSCHWITZ ERMORDET                  | Leopoldstraße 28  | Lina Kaufmann, geb. Weil (1868–1943) |
|              | HIER WOHNTE MAIER KAUFMANN JG. 1868 DEPORTIERT 1940 GURS INTERNIERT NEXON TOT 29.11.1942                                     | Leopoldstraße 28  | Maier Kaufmann (1868–1942) |
|              | HIER WOHNTE MAX KAUFMANN JG. 1898 FLUCHT USA                                                                                 | Leopoldstraße 28  | Max Kaufmann (1898–) |
|              | HIER WOHNTE ALICE STEIN JG. 1901 DEPORTIERT 1940 GURS INTERNIERT DRANCY 1942 AUSCHWITZ ERMORDET                              | Friedrichstraße 1 | Alice Stein (1901–1942) Es ist bekannt, dass sie gerne und häufig musizierte und auch im evangelischen Kirchenchor mitgesungen hat. Sie wurde über das Lager Gurs nach Auschwitz gebracht, wo sie, wie ihre Mutter, ermordet wurde. |
|              | HIER WOHNTE ANNA STEIN JG. 1898 DEPORTIERT 1942 THERESIENSTADT BEFREIT                                                       | Friedrichstraße 1 | Anna Stein (1898–) war ausgebildete Krankenschwester, wurde 1942 zusammen mit ihrer Tochter Margarete nach Theresienstadt deportiert. Sie überlebten bis zur Befreiung des Lagers und wanderten im Jahr 1946 zu Verwandten nach Brasilien aus. |
|              | HIER WOHNTE HEINZ STEIN JG. 1907 ZWANGSSTERILISIERT 1934 KRANKENHAUS HEIDELBERG 'SCHUTZHAFT' 1938 DACHAU SCHICKSAL UNBEKANNT | Friedrichstraße 1 | Heinz Stein (1907–) war der jüngste Sohn von Lina Stein und geistig beeinträchtigt. Mit 27 Jahren wurde er in eine Heil- und Pflegeanstalt eingewiesen und in der Folge zwangssterilisiert. Sein Todesdatum ist nicht bekannt. |
|              | HIER WOHNTE JULIUS STEIN JG. 1897 DEPORTIERT 1942 IZBICA ERMORDET                                                            | Friedrichstraße 1 | Julius Stein (1897 – um 1942–1945) war der älteste Sohn von Lina Stein und hatte für Deutschland im Ersten Weltkrieg gekämpft. Später ging er bei einem jüdischen Kaufmann in die Lehre und betrieb dann in Stuttgart einen Lebensmittelladen. Er wurde 1942 deportiert und 1945 für tot erklärt. |
|              | HIER WOHNTE LINA STEIN GEB. NEUBERGER JG. 1876 DEPORTIERT 1940 GURS INTERNIERT DRANCY 1942 AUSCHWITZ ERMORDET                | Friedrichstraße 1 | Lina Stein (1876–1942) wurde im Jahr 1876 in Meckesheim geboren. Gerne wäre sie Lehrerin geworden, doch das war damals für ein Mädchen aus dem Dorf nicht möglich. Sie besuchte die Handelsschule in Sinsheim. Mit 20 Jahren heiratete sie und bekam fünf Kinder, wovon eines früh starb. Nachdem sie im Jahr 1908 Witwe geworden war, übernahm sie den Kurzwarenladen in der Friedrichstraße 1. Ihr Geschäft war ein beliebter Treffpunkt für Frauen und Mädchen, berichten Zeitzeugen. In der NS-Zeit wurde der Laden erst überwacht, dann denunziert, boykottiert und letztlich geplündert. Die Familie lebte von den Almosen der Dorfbewohner. Am 22. Oktober 1940 wurde Lina Stein nach Gurs in die französischen Pyrenäen deportiert und im August 1942 in Auschwitz ermordet. |
|              | MARGARETE STEIN JG. 1933 DEPORTIERT 1942 THERESIENSTADT BEFREIT                                                              | Friedrichstraße 1 | Margarete Stein (1933–) überlebte mit ihrer Mutter Anna Stein das KZ Theresienstadt. Sie wanderten 1946 zusammen nach Brasilien aus. |